# Tarajos pajzsika
A tarajos pajzsika (Dryopteris cristata) Eurázsia és Észak-Amerika láperdeiben honos, a pajzsikafélék családjába tartozó páfrányfaj. Magyarországon fokozottan védett.

## Megjelenése

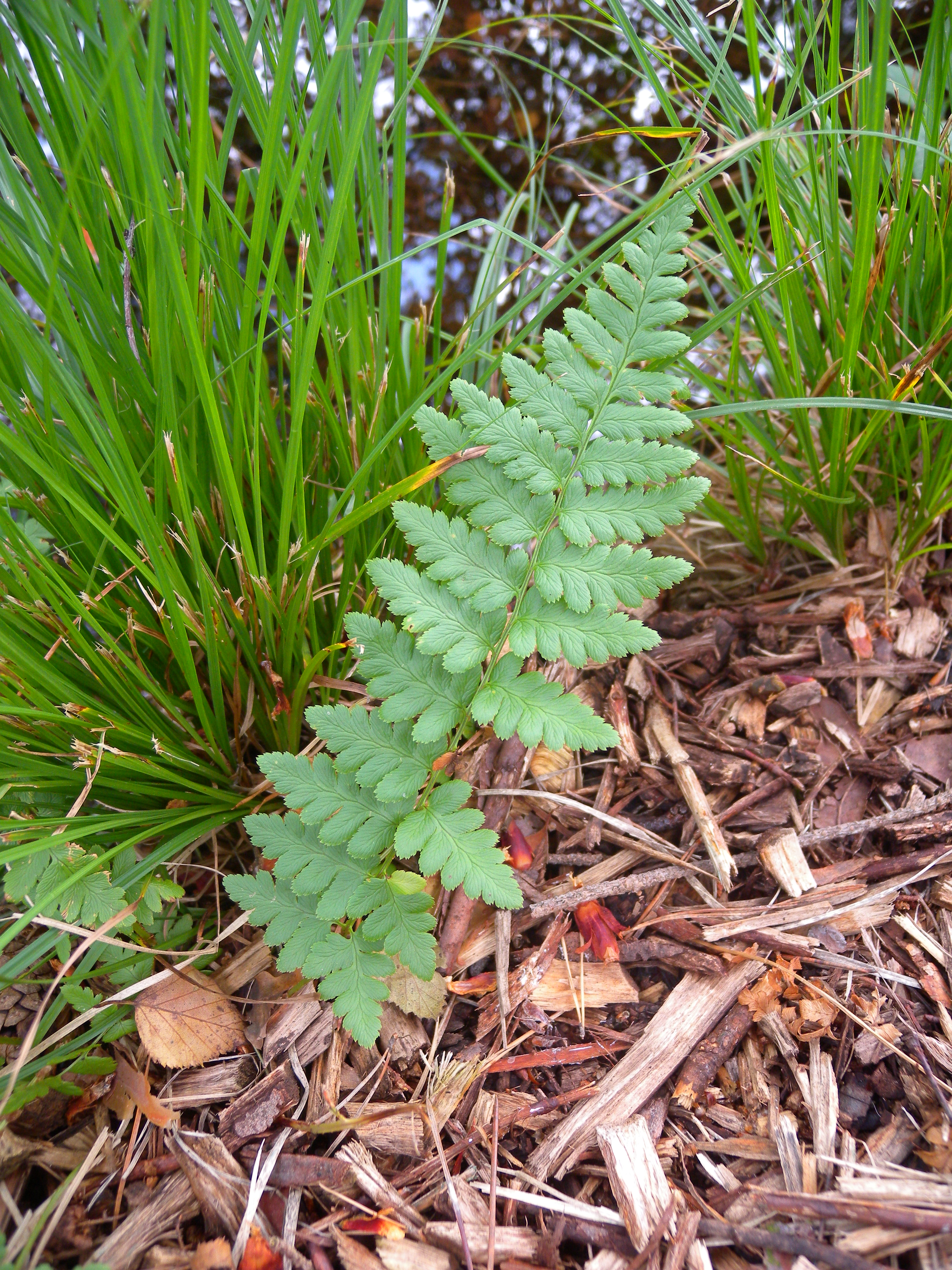

A tarajos pajzsika közepes termetű, 15–60 cm magas, évelő növény. Levélnyelének hossza kb. a levéllemez felét teszi ki. A levélnyél vékony, sárgás- vagy halványzöld, barázdált, tövénél vörösbarnán pikkelyes, szőrös. Az 5–15 cm széles levél egyszeresen összetett, nyújtottan lándzsás, színe élénkzöld vagy világoszöld. Többnyire zölden telel át. A száron váltakozva elhelyezkedő, csipkés-fűrészes élű levélszárnyak alul lekerekített körvonalúak, végük hegyesedő. A levélszáron lefelé haladva méretük enyhén egyre kisebb lesz, a legalsók körvonala már majdnem egyenlő oldalú háromszöget formáz. A csúcson a kis levélszárnyak összenőnek. A meddő levelek lefelé hajlanak és hamar elterülnek a talajon, a csavarodott nyelű spórások végig felállóak maradnak.
Spórái július-szeptember között érnek.
Hasonlíthat hozzá a gyakori erdei pajzsika (Dryopteris  filix-mas), de a tarajos pajzsika alsó levélszárnyai rövidebbek, szélesebbek, végük lekerekítettebb.
A tarajos pajzsika tetraploid és hibrid eredetű. Kromoszómaszáma 2n = 164. Az észak-amerikai Dryopteris ludoviciana és egy ismeretlen (lehetséges hogy kipusztult) páfrány kereszteződéséből származik és kromoszómaszáma megkétszereződött.

## Elterjedése
Európa északi és mérsékelt övi zónájában, a Balkánon, a Fekete-tenger térségében, Szibériában és Észak-Amerikában honos. Magyarországon a Csereháton, a Putnoki-dombvidéken, a Keszthelyi-hegységben, a Tapolcai-medencében, Somogyban, az Őrségben, a Nyírségben, a Bereg-Szatmári-síkságon, a Vend-vidéken, és a Kemenesháton található meg. Legnagyobb, uzsai állománya kipusztult. 
Magyarországon fokozottan védett, természetvédelmi értéke 100 000 Ft.

## Termőhelye
Vízigényes, árnyékkedvelő, mészkerülő, tőzegjelző faj. Savanyú láperdőkben, égeresekben, füzesekben, tőzegmohás nádasokban található meg.
Gyökere mérgező, a B1-vitamint lebontó tiamináz enzimet tartalmaz. A népi gyógyászatban régóta használják féregűzőként.